# Dicranum sanctum
Dicranum sanctum là một loài rêu trong họ Dicranaceae. Loài này được Nees ex Schwägr. mô tả khoa học đầu tiên năm 1827.